# Росток (район)
Росток (нім. Rostock) — район у Німеччині, у складі федеральної землі Мекленбург-Передня Померанія. Адміністративний центр — місто Гюстров.

## Населення
Населення району становить 217 072 осіб (станом на 31 грудня 2020).

## Адміністративний поділ
Район складається з 6 самостійних міст, 4 самостійних громад, а також 107 міст і громад (нім. Gemeinden), об'єднаних в 13 об'єднань громад (нім. Ämter).
Дані про населення наведені станом на 31 грудня 2020. Зірочками (*) позначені центри об'єднань громад.
| Самостійні міста і громади: 1. Бад-Доберан, місто * (12755) 2. Граль-Мюріц (4080) 3. Гюстров, місто * (28999) 4. Думмерсторф (7427) 5. Заніц (6310) 6. Затов (6018) 7. Крепелін, місто (4789) 8. Кюлунгсборн, місто (7930) 9. Нойбуков, місто * (3937) 10. Тетеров, місто * (8334) |

Об'єднань громад:
| - 1. Бад-Доберан-Ланд (12206) [Центр: Бад-Доберан] 1. Адманнсгаген-Баргесгаген (2899) 2. Бартенсгаген-Паркентін (1339) 3. Бергеренде-Ретвіш (1711) 4. Віттенбек (872) 5. Гоенфельде (785) 6. Нінгаген (2140) 7. Редделіх (977) 8. Речов (951) 9. Штеффенсгаген (532) - 2. Бютцов-Ланд (16212) 1. Баумгартен (800) 2. Бернітт (1590) 3. Бютцов (місто) * (7829) 4. Варнов (889) 5. Дрец (199) 6. Кляйн-Беліц (831) 7. Пенцин (140) 8. Рюн (631) 9. Тарнов (1083) 10. Цепелін (441) 11. Штайнгаген (674) 12. Юргенсгаген (1105) - 3. Карбек (7884) 1. Бродерсторф * (3803) 2. Кляйн-Куссевіц (Невірний параметр metadata 13072054) 3. Поппендорф (696) 4. Роггентін (2714) 5. Тулендорф (671) - 4. Гноїн (5810) 1. Альткален (785) 2. Берен-Любхін (906) 3. Боддін (Невірний параметр metadata 13072016) 4. Валькендорф (903) 5. Гноєн (місто) * (2898) 6. Любург (Невірний параметр metadata 13072068) 7. Фінкенталь (318) | - 5. Гюстров-Ланд (9680) [Центр: Гюстров] 1. Глазевіц (436) 2. Грос-Швізов (298) 3. Гутов (1002) 4. Гюльцов-Прюцен (1584) 5. Зармсторф (481) 6. Кляйн-Упаль (235) 7. Кус (318) 8. Ломен (796) 9. Люссов (943) 10. Місторф (642) 11. Мюль-Розін (1125) 12. Плаац (766) 13. Раймерсгаген (407) 14. Цена (647) - 6. Краков-ам-Зе (8692) 1. Доббін-Лінстов (502) 2. Гоппенраде (637) 3. Краков-ам-Зе (місто) * (3412) 4. Кухельміс (616) 5. Лалендорф (3525) - 7. Лааге (8985) 1. Вардов (1332) 2. Гоен-Шпренц (540) 3. Дікгоф (Невірний параметр metadata 13072025) 4. Дольген-ам-Зе (636) 5. Лааге (місто) * (6477) - 8. Мекленбургіше-Швайц (8115) [Центр: Тетеров] 1. Альт-Зюрков (389) 2. Варнкенгаген (328) 3. Гоен-Демцин (344) 4. Грос-Вокерн (1003) 5. Грос-Вюстенфельде (800) 6. Грос-Роге (615) 7. Далькендорф (251) 8. Дамен (466) 9. Єрденсторф (936) 10. Зуков-Лефітцов (497) 11. Лелькендорф (432) 12. Преббереде (773) 13. Тюрков (376) 14. Швасдорф (438) 15. Шорссов (467) | - 9. Нойбуков-Зальцгафф (6766) [Центр: Нойбуков] 1. Альт-Буков (480) 2. Ам-Зальцгафф (544) 3. Басторф (1078) 4. Біндорф (1233) 5. Карінерланд (1262) 6. Кірх-Мульзов (Невірний параметр metadata 13072052) 7. Рерік (місто) (2169) - 10. Ростокер-Гайде (10099) 1. Бентвіш (3321) 2. Бланкенгаген (1062) 3. Гельбензанде * (1788) 4. Менхгаген (1278) 5. Реферсгаген (2650) - 11. Шваан (7885) 1. Беніц (398) 2. Бребберов (660) 3. Віндорф (781) 4. Кассов (319) 5. Рукітен (354) 6. Форбек (356) 7. Шваан (місто) * (5017) - 12. Тессін (6828) 1. Гневіц (220) 2. Граммов (153) 3. Зельпін (488) 4. Каммін (757) 5. Нустров (158) 6. Тельков (460) 7. Тессін (місто) * (3997) 8. Царневанц (423) 9. Штуббендорф (172) - 13. Варнов-Вест (17331) 1. Ельменгорст/Ліхтенгаген (4270) 2. Кріцмов * (3896) 3. Ламбрехтсгаген (2891) 4. Папендорф (2535) 5. Пельхов (937) 6. Цизендорф (1418) 7. Штебелов (1384) |